# Black Rock Studio
A Black Rock Studio egy videójáték-fejlesztő, melynek székhelye az angliai Brighton városában található. A stúdiót Tony Beckwith alapította 1998-ban Pixel Planet néven.[forrás?] Ezt követően megszerezte a Climax csoport, és 1999-ben átnevezték a céget Climax Brightonra.[forrás?] 2004-ben Climax Racing lett a neve, mint a Climax Csoport-től származó átnevezett stúdió. 2006. szeptember 28-án megvette a Buena Vista Games, és végleg átkeresztelte Black Rock Studio névre 2007-ben.[forrás?] A név egy Brighton-i kerület nevéből származik.
Az utolsó játék amit a studio a Climax Groupnak fejlkeszett, a MotoGP ’07 volt, amely a Buena Vista Games által való megszerzés után készült el.[forrás?]

## Kiadott szoftverek
- ATV Offroad Fury: Blazin’ Trails
- ATV Quad Power Racing 2
- Hot Wheels: Stunt Track Challenge
- Hot Wheels World Race
- MotoGP ’06
- MotoGP ’07
- Pure
- Split/Second: Velocity

## Fordítás
- Ez a szócikk részben vagy egészben  a   Black Rock Studio című angol Wikipédia-szócikk fordításán alapul.  Az eredeti cikk szerkesztőit annak laptörténete sorolja fel. Ez a jelzés csupán a megfogalmazás eredetét és a szerzői jogokat jelzi, nem szolgál a cikkben szereplő információk forrásmegjelöléseként.